# Waterford West
Waterford West är en del av en befolkad plats i Australien. Den ligger i regionen Logan och delstaten Queensland, omkring 27 kilometer sydost om delstatshuvudstaden Brisbane.
Runt Waterford West är det ganska tätbefolkat, med 67 invånare per kvadratkilometer.. Närmaste större samhälle är Logan City, nära Waterford West.
I omgivningarna runt Waterford West växer huvudsakligen savannskog. Genomsnittlig årsnederbörd är 1 424 millimeter. Den regnigaste månaden är januari, med i genomsnitt 275 mm nederbörd, och den torraste är oktober, med 21 mm nederbörd.